# Titanic Quarter
Das Titanic Quarter in der nordirischen Stadt Belfast ist ein Wohn- und Arbeitsgebiet auf dem ehemaligen Gelände der Werft Harland & Wolff. Es wurde nach der Titanic benannt, die dort vor über 100 Jahren gebaut worden ist.
Das Gebiet soll eine Million Besucher jährlich anlocken und 18.000 Menschen als Wohn- und Arbeitsort dienen.

## Aufbau
Im Zentrum des fast 75 Hektar großen Gebietes liegt das Titanic Belfast Museum. Rundherum sollen Wohngebiete und Arbeitsgelände wie das sogenannte North Yard oder das Olympic-House entstehen. Zusätzlich wurde im Norden, zwischen der M 3 und der A 2, eine eigene Bahnstation Titanic Quarter geschaffen.